# Redwood Valley AVA
Redwood Valley AVA (anerkannt seit dem 23. Dezember 1996) ist ein Weinbaugebiet im US-Bundesstaat Kalifornien. Das Gebiet liegt im Verwaltungsgebiet Mendocino County unweit der Stadt Ukiah. Östlich davon schließt sich das Weinbaugebiet Potter Valley AVA an. Die ersten Weinberge des Weinbaugebietes mit geschützter Herkunftsbezeichnung (= American Viticultural Area) wurden im 19. Jahrhundert von Einwanderern italienischer Abstammung angelegt. Da das Tal ca. 60 m höher als nahegelegene Rebflächen liegt, können hier auch frühreifende Rebsorten wie der Spätburgunder gedeihen.